# Wielka Synagoga Przedmiejska we Lwowie
Wielka Synagoga Przedmiejska we Lwowie – nieistniejąca synagoga znajdująca się we Lwowie przy ulicy Bożniczej 16, w dzielnicy Krakowskie Przedmieście.
Synagoga została zbudowana na początku XVI wieku. Przez wiele lat była jedyną kamienną budowlą w dzielnicy, co powodowało, że była wykorzystywana do celów obronnych miasta. W 1798 roku do synagogi dobudowano krużganki dla kobiet od stron północnej i południowej.

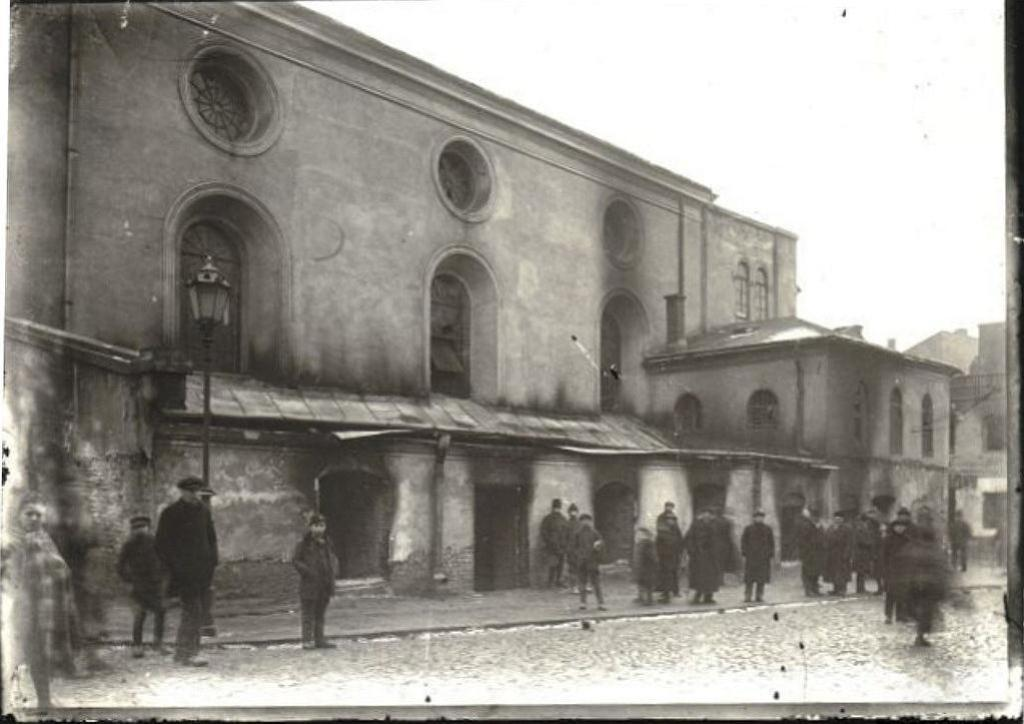
Wielka Synagoga Przedmiejska spalona w listopadzie 1918 roku w czasie pogromu

W parterowych przybudówkach synagogi mieściło się kilka dodatkowych cechowych domów modlitwy: Menakrim, Zowche Cedek, Melamdim, Hajutim Hdalim oraz Cijerim.
W drugiej połowie listopada 1918 roku, po zakończeniu walk polsko-ukraińskich o Lwów Wielka Synagoga Przedmiejska została spalona przez Polaków podczas trwania pogromu lwowskiego. 
Po ataku III Rzeszy na ZSRR i wkroczeniu Wehrmachtu do Lwowa 30 czerwca 1941, synagoga została spalona przez Niemców 14 sierpnia 1941 wraz z innymi lwowskimi synagogami.
Po zakończeniu wojny nie została odbudowana. Na sąsiednim budynku znajduje się tablica pamiątkowa, upamiętniająca istnienie synagogi.